# Andrzej Liniewski
Andrzej Liniewski herbu własnego (zm. 5 kwietnia 1661 roku) – sędzia łucki w latach 1644-1661, podsędek łucki w latach 1635-1644, podstoli wołyński w latach 16341635.
Poseł na sejm 1638 roku, sejm 1642 roku. Poseł województwa wołyńskiego na sejm 1661 roku.